# 정진홍
정진홍(鄭鎭弘, 1855년 음력 3월 22일 ~ 1926년 양력 4월 16일)은 일제강점기에 조선총독부 중추원 참의를 지냈다. 호는 능재(能齋)이며 본적은 경성부 필운동이다.

## 생애
1888년 성균관 진사가 된 뒤 대한제국의 관료로 근무했다. 제중원, 내부, 회계원, 궁내부 등지에서 일하다가, 1895년 명성황후가 일본인들에게 살해된 을미사변에 연루되어 일본으로 망명했다. 망명 생활 중 일본의 발달한 문명을 경험한 정진홍은 이후 적극적인 친일파로 활동하게 되었다.
일본에서 교사 생활 및 관공서 견습 등을 전전하다가, 러일 전쟁에 승리한 일본이 조선에 통감부를 설치하면서 1906년 특별사면령이 내려져 귀국하여 통감부 촉탁으로 일할 수 있었다. 이 무렵은 일제의 보호 통치를 옹호하거나 더 나아가 한일 병합 조약 체결을 촉구하는 단체들이 성행하고 있었는데, 정진홍은 일본의 문명화를 홍보하거나 오랜 망명 생활 끝에 귀국하는 박영효 환영 모임에 참가하고 유교 계열 단체인 대동학회와 공자교회에도 가담하는 등 활발한 사회활동을 했다.
1907년에는 농수산부에 농무국장으로 관직에도 복귀했고, 1910년 한일합방이 성사된 뒤 조선총독부 산하에 설치된 중추원 부찬의에 임명되었다. 1921년 중추원 개편 때 참의에 임명된 뒤 임기 중이던 1926년 사망할 때까지 5년간 재직하여 중추원 재임 기간은 총 16년에 이른다. 중추원 부찬의로 있던 1920년 중추원내지시찰단으로 일본을 다녀온 바 있고, 1924년에는 일선융화를 표방하는 11개 단체가 연맹을 맺고 한일병합은 시대적 요구라는 성명서를 발표했을 때 유도진흥회 대표로 서명하기도 했다.
일본 정부로부터는 1912년 한국병합기념장과 1924년 훈4등 서보장을 받았다. 1924년 총독 관저에서 개최된 다이쇼 천황의 생일 축하연인 천장절 기념 행사에 초대받기도 했다.
2002년 공개된 친일파 708인 명단, 2008년 친일인명사전 편찬을 위해 정리된 민족문제연구소의 친일인명사전 수록예정자 명단에 모두 선정되었다. 2007년 대한민국 친일반민족행위진상규명위원회가 발표한 친일반민족행위 195인 명단에도 포함되었다.

## 같이 보기
- 대동학회
- 조선총독부 중추원

## 참고자료
- 친일반민족행위진상규명위원회 (2007년 12월). 〈정진홍〉 (PDF). 《2007년도 조사보고서 II - 친일반민족행위결정이유서》. 서울. 821~831쪽쪽. 발간등록번호 11-1560010-0000002-10. [깨진 링크(과거 내용 찾기)]